# Танява
Танява (укр. Танява) — село в Болеховской городской общине Калушского района Ивано-Франковской области Украины.
Население по переписи 2001 года составляло 163 человека. Почтовый индекс — 77220. Телефонный код — 03437.